# Jean-Philippe de Cheseaux
Jean-Philippe Loys de Chéseaux, također poznat kao Jean-Philippe de Chéseaux (1718. – 1751.) je bio astronom iz Švicarske iz grada Lausanne.
Unuk je matematičara i filozofa iz Lausanne Jean-Pierrea de Crousaza, odnosno de Crousaz je de Cheseauxu djed po materinoj strani.
Godine 1746. predočio je francuskoj akademiji znanosti popis maglica, u kojem je osmero bilo ono što su bila njegova vlastita otkrića. Popis je zabilježio francuski astronom Guillaume Le Gentil 1759. godine, no tek 1892. godine ga je široj javnosti objavio Guillaume Bigourdan. 
Chéseaux je bio među prvima koji je u današnjem obliku tvrdio ono što je danas poznato kao Olbersov paradoks (ako je svemir beskonačan, noćno nebo bi trebalo biti svijetlo).
Otkrio je dva kometa: 
- C/1743 X1 (veliki komet iz 1744.) — s Dirkom Klinkenbergom
- C/1746 P1

Istraživao je Biblijsku kronologiju, no ta njegova istraživanja malo su poznata široj javnosti. Pokušao je datirati raspeće Isusa Krista analizirajući astronomska promatranja iz knjige o Danijelu. Rad mu je postumno izašao u Mémoires posthumes de M. de Chéseaux (1754.).